# Effectif actuel des Remparts de Québec
| No    | Nom                    | Nat. | Position      | Arrivée             |
| ----- | ---------------------- | ---- | ------------- | ------------------- |
| +031, | Louis-Antoine Denault  |      | Gardien       | 2023-Agent libre    |
| +073, | Benjamin Lelièvre      |      | Gardien       | 2023-Repêchage      |
| +003, | Nathan Wright          |      | Défenseur     | 2023-Repêchage      |
| +009, | Xavier Lebel           |      | Ailier droit  | 2023-Repêchage      |
| +011, | Leyton Stewart         |      | Défenseur     | 2021-Repêchage      |
| +015, | Andreas Straka         |      | Ailier droit  | 2024-Repêchage Euro |
| +016, | Mathias Loiselle       |      | Centre        | 2023-Agent libre    |
| +017, | Jayden Rousseau        |      | Centre        | 2024-Repêchage      |
| +019, | Loïc Goyette           |      | Ailier gauche | 2024-Échange        |
| +020, | Peter Valent           |      | Défenseur     | 2024-Repêchage Euro |
| +021, | Ryan Howard            |      | Ailier gauche | 2024-Repêchage      |
| +025, | Benjamin Vigneault     |      | Défenseur     | 2024-Échange        |
| +026, | Maddox Dagenais        |      | Centre        | 2024-Repêchage      |
| +027, | Charlie Morrison       |      | Défenseur     | 2024-Repêchage      |
| +029, | Nathan Quinn           |      | Centre        | 2023-Repêchage      |
| +034, | Raphaël Messier        |      | Ailier gauche | 2023-Repêchage      |
| +037, | Antoine Dorion         |      | Centre        | 2023-Agent libre    |
| +049, | Gabriel Courchesne     |      | Centre        | 2024-Ballottage     |
| +063, | Mavrick Rousseau-Hamel |      | Ailier gauche | 2023-Échange        |
| +083, | Alexandre Desmarais    |      | Défenseur     | 2022-Repêchage      |
| +089, | Antoine Michaud        |      | Défenseur     | 2023-Échange        |
| +091, | Nathan Plouffe         |      | Ailier gauche | 2022-Repêchage      |
| +092, | Justin Côté            |      | Ailier gauche | 2024-Échange        |

1. ↑  « Effectif des remparts », sur remparts.ca